# Gramon
Gramon ist eine Rotweinsorte, eine Neuzüchtung zwischen den Sorten Grenache x Aramon. Die Kreuzung erfolgte 1960 durch den französischen Ampelographen Paul Truel in der Domaine de Vassal, einer Außenstelle des Institut National de la Recherche en Agronomie der Universität von Montpellier. Die Rebsorte Monerac entstand aus der gleichen Kreuzung. Gramon ergibt helle Rotweine durchschnittlicher Qualität.
Zum gewerblichen Anbau in Frankreich ist der Klon 0539 zugelassen. Kleinere Versuchsanbauten sind in Kanada bekannt.
Siehe auch die Artikel Weinbau in Frankreich und Weinbau in Kanada sowie die Liste von Rebsorten.
Synonyme: Zuchtstammnummer INRA 1740-774 (Kreuzung Nummer 1740, Pflanze 774 der Serie).
Abstammung: Grenache x Aramon

## Ampelographische Sortenmerkmale
In der Ampelographie wird der Habitus folgendermaßen beschrieben:
- Die Triebspitze ist offen. Sie ist weißwollig behaart und von hellgrüner Farbe. Die Jungblätter sind spinnwebig behaart und kupferfarben gefleckt (Anthocyanflecken).
- Die Blätter sind dreilappig und schwach gebuchtet (siehe auch den Artikel Blattform). Die Stielbucht ist U - förmig offen. Das Blatt ist spitz gesägt. Die Zähne sind im Vergleich zu anderen Rebsorten mittelweit gesetzt.
- Die walzenförmige Traube ist mittelgroß bis groß (ca. 320 Gramm je Traube) und lockerbeerig. Die rundlichen Beeren sind mittelgroß (im Mittel 2,3 Gramm) und von schwarz-blauer Farbe.

Die Sorte treibt früh aus und ist somit gegen späte Frühjahrsfröste empfindlich. Sie reift ca. 30 Tage nach dem Gutedel und gilt somit als spätreifend. Gramon ist eine Varietät der Edlen Weinrebe (Vitis vinifera). Sie besitzt zwittrige Blüten und ist somit selbstfruchtend. Beim Weinbau wird der ökonomische Nachteil vermieden, keinen Ertrag liefernde, männliche Pflanzen anbauen zu müssen.